# 1870 Glaukos
1870 Glaukos је Јупитеров тројански астероид са средњом удаљеношћу од Сунца која износи 5,253 астрономских јединица (АЈ).
Апсолутна магнитуда астероида је 10,5.